# Хворостов, Анатолий Семёнович
Анато́лий Семёнович Хво́ростов (22 февраля 1940, Москва — 23 декабря 2024) — советский и российский искусствовед, художник, преподаватель художественных дисциплин, доктор педагогических наук, профессор, заслуженный деятель искусств РСФСР (1981).

## Биография
Родился 22 февраля 1940 года в Москве, на территории бывшей старинной слободы «Арбатец», что относилась к знаменитому Крутицкому Подворью.
В 1957 году окончил среднюю московскую школу № 623 на Крутицком валу. Школа заметна тем, что в ней в параллельном классе учился будущий Герой Советского Союза, Лётчик-космонавт СССР Юрий Глазков. В юношеские годы у них во многом были общие интересы.
В 1962 году окончил художественно-графический факультет Московского государственного педагогического института им. В. И. Ленина. Учился специальности у В. П. Ефанова, Б. М. Неменского, В. Ф. Решетникова, Г. Э. Сателя, К. И. Финогенова и др. По государственному распределению был оставлен для работы на факультете, где сам учился.
1962—1968 годы — служба в Советской армии, аспирантура, изучение технологии искусства деревянной мозаики. Преподавательская деятельность на художественно-графическом факультете МГПИ им. В. И. Ленина
С 1968 по 1974 годы — работа и художественное творчество в Карачаево-Черкесской автономной области. В 1968 году защитил кандидатскую диссертацию «Система профессиональной подготовки по труду на художественно-графических факультетах педагогических институтов: деревянная мозаика».
С 1974 года — работал на кафедре декоративно-прикладного искусства и технической графики Орловского государственного университета им. И. С. Тургенева. С 2018 года — профессор кафедры живописи этого вуза.
В 1976 году принят в Союз художников СССР.
В 1983 году защитил докторскую диссертацию «Единство трудового и эстетического воспитания школьников в процессе занятий декоративно-прикладным искусством». С 1985 — профессор.
Хворостов умер 23 декабря 2024 года в возрасте 84 лет.
Сын Дмитрий — доктор педагогических наук.

## Награды и звания
1968 — 1974 — почётные грамоты Министерства просвещения СССР и РСФСР и Карачаево-Черкесской автономной области.
1974 — настоящее время — почётные грамоты и дипломы Министерства образования СССР, РСФСР, РФ и Орловской области
1978; 1983; 1990 — медали Выставки достижений народного хозяйства СССР за создание пособий для учителей по изобразительному и декоративно-прикладному искусству.
1981 — присвоено почётное звание «Заслуженный деятель искусств РСФСР».
1983 — награждён знаком «Отличник просвещения СССР».
1985 — награждён Министерством высшего и среднего специального образования СССР нагрудным знаком «За отличные успехи в работе».
1997 — академик Академии народных промыслов и ремёсел (Москва).
2000 — академик Международной Академии наук педагогического образования (Москва).
2001 — присвоено звание «Почётный работник высшего профессионального образования Российской Федерации».
2015 — награждён Золотой медалью Союза художников России «Мастерство. Духовность. Традиции».
2015 — член Международной ассоциации деятелей художественного образования. Награждён «Медалью им Н. Н. Ростовцева. (1900—2001)», № 001.
2016 — награждён Юбилейным знаком «450 лет городу Орлу».

## Творчество
1962 — настоящее время — творческая и выставочная деятельность: живопись, графика, декоративно-прикладное и декоративное искусство.

### Выставки
областные:
Карачаево-Черкессия — 1968, 1969,1970, 1972;
Орёл — с 1974-ежегодно
зональные:
«Край Чернозёмный» (1992 — Воронеж)
всероссийские:
«Школа. Учитель. Искусство» (1979, 1987 — Москва); «Образ Родины IV» (2018 г. Орёл).
республиканские:
Выставка пейзажа «Образ Родины»(1998 г. Орёл);
«Продолжая традиции…», посвящённая 175 — летию со дня рождения И. Н. Крамского (2012 г., Воронеж);
межобластные:
Выставка произведений художников г. Орла (1979, 1981 -Москва — Ленинград);
«Художники земли Орловской», посвящённая 50-летию Орловской организации Союза художников России (1992 — Москва);
Выставка, посвящённая дням культуры и искусства Орловщины (1994 — Москва);
Выставка произведений художников г. Орла (1995 — Москва);
Выставка произведений Орловских художников «Родине моей поклонитесь» (2018 — Москва).
межрегиональная художественная выставка: «Белгород, Курск, Орёл» (2011, 2015 — Белгород, Курск, Орёл);
международные:
1979, 2005 — Дипломы Международной книжной выставки-ярмарки (Москва).
2012 — на XIV международной выставке интеллектуальной литературы non/ fiction в Москве экспонировалась Книга: А. С. Хворостов. «Григорий Мясоедов 1834—1911».- М.: АРТ-РОДНИК, 2012, — 96 с., ил.
2014 — Диплом XXI Минской Международной книжной выставки-ярмарки за учебное пособие: «Маркетри и инкрустация. Искусство и технология» (в соавторстве с Д. А. Хворостовым).
2017 — Диплом за 1 место Международного конкурса декоративно-прикладного искусства и текстиля «Уральская неделя искусств». Экспонировались пейзажные наборы в технике маркетри «Былинные мотивы».
персональные — 1990, 1995, 2000, 2005, 2010, 2015 (г. Орёл); (1994 — с. Покровское Орловской области); 1996, 1997 (с. Шахово, Орловской области); выставка произведений, созданных в Кромском районе Орловской области (с. Шахово, Кромского района Орловской области): 2017 (Орловский государственный университет им. И. С. Тургенева).

### Книги
- Деревянная мозаика — М.: Просвещение, 1972, — 93 с., ил.
- Древесные узоры. — М.: Советская Россия, 1976, — 176 с., ил.
- Чеканка. Инкрустация. Резьба по дереву. — М.: Просвещение, — 1977. — 160 с., ил.
  - Чеканка. Инкрустация. Резьба по дереву. — 2-е изд., М.: Просвещение. — 1985. — 176 с., ил.
- Декоративно- прикладное искусство в школе.- М.: Просвещение, −1981. — 175 с., ил.
  - Декоративно- прикладное искусство в школе. — 2-е изд., М.: Просвещение, 1988. — 176 с., ил.
- Хворостов А. С. Новиков С. Н. Мастерим вместе с папой. — М.: Просвещение, — 1991. — 128 с., ил.
- Новиков С. Н., Хворостов А. С., Хворостов Д. А. Русские резные узоры. — Орёл, 1996. — 122 с., ил.
- Декоративные работы по дереву.- Орёл, Орёлиздат, 1996.- 120 с., ил.
- Эмаль. Скань: Практические приёмы работы. — М.: Родникъ, 1997. — 148 с., ил.
- Хворостов А. С. Новиков С. Н., Хворостов Д. А. Резьба по дереву (геометрическая и кудринская). — М.: Новая школа, 1998. — 122 с., ил.
- Хворостов А. С., Хворостов Д. А. Декоративные работы по дереву: Макетирование и резное дело. — М.: Владос, — 300 с., ил.
- Хворостов А. С., Хворостов Д. А. Искусство деревянной мозаики. — М.: Культура и традиции. — 2005. — 208 с., ил.
- Г. Г. Мясоедов: Известный и неизвестный. — Орёл. — 2008. — 250 с. ил.
- Книга начинающего пейзажиста. — М.: Гамма, — 2010. — 176 с., ил.
- Хворостов А. С., Хворостов Д. А. Специфика рисунка в декоративно-прикладном искусстве. — LAMBERT, 2012. — 269 с., ил
- Григорий Мясоедов: 1834−1911. — М.: АРТ-РОДНИК. — 2012. — 97 с., ил.
- Первый художник-передвижник. — LAMBERT, 2014. — 329 с., ил.
- Хворостов А. С., Хворостов Д. А. Маркетри и инкрустация: Искусство и технология/ — М.: Форум, — 2014. — 224 с., ил/
  - Хворостов А. С., Хворостов Д. А. Маркетри и инкрустация: Искусство и технология. Учебное пособие/ — М.: ФОРУМ : ИНФРА. — 2017. — 224 с., ил. (Высшее образование).
- Инкрустация. Интарсия. Маркетри. — Орёл. −2015. — 363 с., ил.

### Статьи
Опубликовано более 200 статей по истории, теории и методике преподавания изобразительного и декоративно-прикладного искусства.
Среди них:
- Неизвестные композиции Антона Лосенко // Мир музея, 2000, № 4 (176), с. 16—21
- Верните нам Мясоедова // Художник, 2009, № 1/2, с. 2—7
- «Земство обедает» в Новосильском уезде // Третьяковская галерея, 2009, № 3 (24), с. 56—67.
- Идентичные этюды Васильева и Шишкина // Художественная школа, 2009, № 2 (29), с. 34—36
- Г. Г. Мясоедов: «Голова мужчины в венке из колосьев» // Художественный совет 2011, № 6 (82), с. 42—43.
- Первый художник – передвижник // Научный журнал: Учёные записки Орловского государственного университета, 2014, № 4 (60), с. 323—332.
- Курьёзы «механического труда» И. Н. Крамского // Научный журнал: Учёные записки Орловского Государственного университета, 2016,  № 4 (73), с. 80—89.
- История отечественного искусства: Таинственный «водоём» в одноимённой картине Борисова – Мусатова // Научный журнал: Учёные записки Орловского государственного университета, 2017, № 4 (77), с. 349—351.